# Зах
Зах (каз. Зах) — село у складі Сариагаського району Туркестанської області Казахстану. Входить до складу Капланбецького сільського округу.
Населення — 384 особи (2021; 348 у 2009, 204 у 1999, 330 у 1989).